# Matobo
Matobo is een dorp in het district Central in Botswana. De plaats telt 1136 inwoners (2011).